# Тюрки в Афганистане

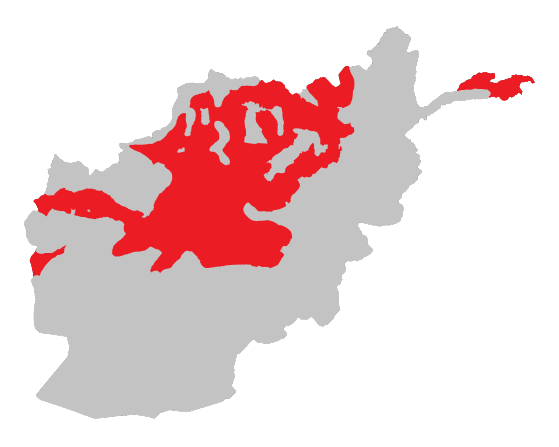
Расселение тюрок по Афганистану

Флаг Южного Туркестана

Тюрки в Афганистане — совокупность тюркоязычных народов, живущих на территории современного Афганистана (преимущественно в Афганском Туркестане). Основными этническими группами являются кызылбаши, узбеки, киргизы, казахи, туркмены, татары и хазарейцы. Кызылбаши приехали в Афганистан, потому что они работали на высоких государственных постах при администрациях Афшара и Дуррани. Но в то же время Тимур-шах Дуррани, когда хотел избавиться от зависимости от пуштунских племен, сформировал часть армии из кызылбашей и расширил свою армию до 12 000 кызылбашских воинов. Кавалерия Заман-шаха Дуррани насчитывала 100 000 человек, в основном кызылбашей. Сегодня они живут в крупных городах, таких как Кабул, Мазари-Шариф и Кандагар. В настоящее время они говорят в основном на персидском языке, но в некоторых районах они также говорят на пушту, как, например, в Кандагаре. Они говорят на том же языке, что и их этнические собратья в Центральной Азии. Кроме того, кыргызы поселились в афганском Ваханском коридоре и оказались там действительно изолированными. В 2003 году их было 1130 человек, все они проживали в провинции Восточный Вахан в провинции Бадахшан на северо-востоке Афганистана. Они по-прежнему ведут кочевой образ жизни и управляются ханом или тегином. Между Турцией и узбекским народом на севере Афганистана существуют некоторые экономические связи, а в Вардаке на востоке страны есть инструкторы турецкой полиции.